# Associação Cultural, Recreativa e Social de Samuel
A Associação Cultural, Recreativa e Social de Samuel (ACRSS) é uma instituição particular de solidariedade social portuguesa em Coles na freguesia de Samuel, concelho de Soure, distrito de Coimbra.
Fundada em 1982, dedica-se à promoção social. As atividades visam o apoio à infância, à
juventude, à família, à integração social e comunitária e à protecção dos cidadãos na velhice e invalidez.
A ACRSS pretende ainda apoiar o desenvolvimento local e endógeno da região, criando emprego com as suas atividades e promovendo o mercado de trabalho local através das suas acções de formação profissional.
Possui desde 1990 um centro de dia para a população idosa da freguesia de Samuel, e mais recentemente um infantário. Mantém uma escola de música e desenvolve inúmeras  atividades culturais e recreativas com a população envolvente.
A ACRSS é reconhecida como centro de reconhecimento, validação e certificação de competências. Está certificada segundo a norma NP EN ISO 9001:2008 desde Agosto de 2009. Foi a primeira instituição do concelho de Soure a obter o certificado.
Foi a ACRSS que motivou a inclusão da freguesia de Samuel como representante de Portugal no projeto Friends of Europe, tendo o contributo desta para o desenvolvimento da freguesia sido alvo de elogios por parte da European Charter.